# Баух, Бруно
Бруно Баух (нем. Bruno Bauch немецкий: [baʊx]; 19 января 1877, Грос-Носсен — 27 февраля 1942, Йена) — немецкий философ, представитель неокантианства.

## Биография
Баух родился в Грос-Носсене, округ Мюнстерберг, в Силезии (сейчас в Польше). Начал изучение философии в Страсбурге, Гейдельберге и Фрайбурге . В 1901 году под руководством Генриха Риккерта во Фрайбурге получил докторскую степень, которая дала ему право преподавать некоторые курсы. Одним из его учеников был Рудольф Карнап, который впоследствии стал центральной фигурой Венского круга. Получил степень бакалавра в 1903 году, что позволило ему стать профессором в Университете Галле. Преподавал как «титулярный профессор» в Галле с 1903 по 1910 год, а с 1911 года — как «ординарный профессор» в университете Йены.

## Деятельность
В Йене подружился с Готтлобом Фреге и сотрудничал с философом Ричардом Хенигсвальдом. Стал влиятельной фигурой в Kant-Gesellschaft (Общество Канта) и помог издать сборник произведений Канта Пантской академии. До 1916 года был редактором журнала Kant Society, Kant-Studien (Kant Studies). Был вынужден уйти в отставку после публикации антисемитской статьи в правом националистическом таблоиде, вызвавшей бурную полемику в Обществе Канта: Баух отказал учителю Кассирера Герману Когену в способности понимать Канта, потому что Коген как еврей и «иностранец» не может это сделать правильно. Многие неокантианцы, в том числе и последующий редактор журнала Хенигсвальд, были евреями, и довольно многие — социал-демократами. В 1917 году Баух основал собственное философское общество — Немецкое философское общество, которое выпустило журнал Beiträge zur Philosophie des Deutschen Idealismus («Вклад в философию немецкого идеализма»). Одним из его авторов стал Фреге. Когда нацисты пришли к власти, политические взгляды Бауха сыграли для него положительную роль. В то время, как многим неокантианцам пришлось эмигрировать, а некоторые из них оказались в концентрационных лагерях (в том числе в течение года — Хенигсвальд), Баух стал главой Немецкого философского общества в 1934 году.

### Философский стиль
Генрих Риккерт, у которого учился Баух, был вторым лидером (после Вильгельма Виндельбанда) так называемой баденской или неокантиантской школы юго-западной Германии. В отличие от своего основного конкурента, Марбургской школы, баденские неокантианцы были более заинтересованы в практической философии, чем в философии науки. Они подчёркивали различие между фактом и ценностью и стремились использовать концепцию «ценности» в гносеологических и онтологических целях. Например, высказывание о том, что предложение является «истинным», иногда приравнивают к тому, что оно «требует согласия» (то есть, что ему следует верить). Однако Баух был довольно неортодоксальным последователем баденской школы, и это проявлялось настолько, что некоторые комментаторы считают его представителем особого направления неокантианства. 
Разделяя интерес к философии ценности, Баух проявлял гораздо больший интерес к философии математики и логики, чем это было распространено среди баденских неокантианцев. В отличие от Риккерта, он симпатизировал логицизму Готтлоба Фреге (который Риккерт отверг на старомодной кантовской почве) и положительно относился к вере марбургских неокантианцев в единство логики и математики.

## Работы
- Gluckseligkeit und Personlichkeit in der kritischen Ethik. Fr. / M., 1902.
- Studien zur Philosophie der exakten Wissenschaften (Исследования по философии точных наук), Гейдельберг, 1911.
- Wahrheit, Wert und Wirklichkeit (Правда, ценность и актуальность), Лейпциг, 1923.
- Die Idee. Fr. / M., 1926